# Övre Dalarnes Tidning
Övre Dalarnes Tidning var en  vänstersocialdemokratisk dagstidning utgiven i Dalarna 1917–1920. Tidningen bytte namn till Övre Dalarnes Tidning / Vänstersocialdemokratiskt Organ 1918. Utgivningsperiod för tidningen var från 30 november 1917 till 30 oktober 1920. Tidningen var edition till Dalarnes Folkblad som gavs ut i Borlänge. Nr 1 den 30 november 1917 och nr 2 den 14 december 1917 fungerade som provnummer och utkom fredagar. 

## Redaktion
Redaktionsort  för tidningen var i Mora till 29 november 1918 och sedan i Borlänge till tidningens upphörande. Politisk tendens för tidningen var vänstersocialdemokratisk från 1  december 1917 till 1919 års utgång.  Tidningen kallade sig sedan socialistvänster under 1920. Tidningen gavs ut två dagar i veckan tisdag och fredag till 29 november 1918. Sedan var frekvensen tre dagar i veckan tisdag, torsdag och lördag till tidningens nedläggning. Nils Axel Andersson fungerade som redaktör och ansvarigutgivare hela  utgivningen.

## Tryckning
Tidningsförlaget hette Övre Dalarnes tidningsförening u p a under hela utgivningsperioden. Bara trycksvärta användes och typsnitt var antikva. Tryckeriet hette först Tryckeriaktiebolaget Ljusnan Bollnäs till 29 november 1918, sedan Övre Dalarnes tidningsförenings tryckeri  i Borlänge till tidningens upphörande. Satsytan var mestadels 59x43 cm och i slutet av 1918 ännu större, 63x43 cm. Som minst var den 50x30 cm.  Tidningen hade fyra eller åtta sidor, åtta bara de två sista åren. Upplagan är oklar, den 30 december 1917 uppger tidningen den till 5000 men det inkluderar troligen närstående Dalarnes Folkblad. Priset var 5 öre per lösnummer 1917, 1918 4 kr helåret, 1919 6 kr helår och 1920 7 kronor.